# Sainte-Colombe-de-Villeneuve
Sainte-Colombe-de-Villeneuve är en kommun i departementet Lot-et-Garonne i regionen Nouvelle-Aquitaine i sydvästra Frankrike. Kommunen ligger i kantonen Villeneuve-sur-Lot-Sud som tillhör arrondissementet Villeneuve-sur-Lot. År 2022 hade Sainte-Colombe-de-Villeneuve 498 invånare.

## Befolkningsutveckling
Antalet invånare i kommunen Sainte-Colombe-de-Villeneuve
| Referens: INSEE |